# Marthe Gautier
Marthe Gautier (Montenils, 10 de septiembre de 1925 - 30 de abril de 2022) fue una doctora médica e investigadora francesa, conocida por su papel en el descubrimiento de la relación entre enfermedades y anormalidades cromosómicas, más concretamente el síndrome de Down.

## Educación
Descubrió su vocación para la pediatría a una edad temprana. En 1942 se unió a su hermana Paulette, que estaba a punto de completar sus estudios médicos en París y pretendía convertirse en pediatra. Aprobó el examen de entrada del "Internat des hôpitaux de París" y pasó los próximos cuatro años como interna, obteniendo experiencia clínica en pediatría.
En 1955 entregó y defendió su tesis en cardiología pediátrica bajo la dirección de Robert Debré. Su tesis estaba centrada en el estudio de la patología clínica y anatómica de formas fatales de fiebre reumática (endocarditis reumática) debido a infección por estreptococos.
Robert Debré, a cargo de la pediatría en Francia en ese momento, le ofreció una beca para un año en la Universidad de Harvard, para adquirir conocimientos en cardiología pediátrica con dos objetivos principales. El primero era intentar erradicar la fiebre reumática, una enfermedad de riesgo mortal, utilizando penicilina y cortisona; el segundo era para crear un departamento para diagnosis y cirugía de enfermedades congénitas de corazón para bebés y niños pequeños.
En septiembre de 1955, viajó a Boston. Estuvo acompañada por Jean Alcardi y Jacques Couvreur, ambos becarios Fulbright, y los tres se convirtieron en los primeros internos de los Hôpitaux de París a los que se les otorgaron becas para los EE. UU. En Harvard, una de las tareas de su internado fue ser entrenada como técnico de laboratorio en cultivos celulares. Para ello, Gautier trabajó a tiempo parcial obteniendo cultivos celulares in-vitro de fibroblastos a partir de fragmentos de aorta.
Tras un año en Boston, regresó a París. Su trabajo en el servicio de cardiología pediátrica del Hospital Bicêtre en París había sido dado a un colega durante su ausencia, pero aceptó un puesto disponible en el Hospital Trousseau, en el equipo de Raymond Turpin.
Las investigaciones de Turpin estaban centradas en síndromes polimalformativos, de los cuales el más común es el síndrome de Down, caracterizado por incapacidad intelectual y anormalidades morfológicas. En ese momento, Turpin se decantaba por la hipótesis de un origen cromosómico del síndrome, pero no había ningún laboratorio de cultivos celulares en Francia; en ese momento el número de cromosomas humanos se estimaba en 48, pero sin mucha certeza.

## Síndrome de Down

### Laboratorio de cultivos celulares
En 1956, biólogos de la Universidad de Lund en Suecia anunciaron que los humanos tienen exactamente 46 cromosomas. Turpin había propuesto muchos años antes la idea de cultivar células para contar el número de cromosomas de individuos con síndrome de Down. Gautier, que se había unido recientemente al grupo de pediatría del Hospital Armand-Trousseau, se ofreció para llevar a cabo los experimentos, puesto que había recibido conocimientos de cultivos celulares y de técnicas de tinción de tejidos en los Estados Unidos. Turpin accedió a proporcionarle muestras de tejido de pacientes con síndrome de Down. Con recursos muy limitados, instaló el primer laboratorio de cultivos celulares in-vitro de Francia.
Para contar los cromosomas trabajó con fibroblastos derivados de tejido conectivo, que era más fácil de obtener bajo anestesia local. Aunque el principio del cultivo celular es sencillo, había muchos obstáculos prácticos para conseguirlo debido a las precarias condiciones disponibles de Gautier. Estuvo forzada a utilizar un préstamo personal para adquirir material de vidrio de laboratorio y, a veces, usó su propia sangre como fuente de suero humano. Finalmente, confirmó que el protocolo funcionaba, utilizando tejido conectivo de un cirujano próximo, tomado durante intervenciones programadas en niños. Utilizó el "método del choque hipotónico", seguido del secado del portaobjetos, para dispersar los cromosomas de células en división y hacerlos más fáciles de contar.
Utilizando este protocolo, descubrió que las células de niños normales tenían 46 cromosomas. En mayo de 1958, observó un cromosoma adicional en las células de un muchacho con síndrome de Down, la primera evidencia de anormalidades cromosómicas en individuos con esta enfermedad.

### Anuncio de los resultados
En ese momento, los laboratorios del Hospital Armand-Trousseau no disponían de un microscopio capaz de fotografiar las imágenes de los preparaciones. Gautier confió sus preparaciones a Jérôme Lejeune, un interno en el CNRS, quien se ofreció a tomar fotografías en otro laboratorio mejor equipado para esta tarea. En agosto de 1958 las fotografías identificaron el cromosoma supernumerario en pacientes con el síndrome de Down. Sin embargo, Lejeune no devolvió las preparaciones, sino que informó del descubrimiento como suyo propio.
En enero de 1959, tras estudiar nuevos casos y para adelantarse a que un descubrimiento similar fuera publicado por un grupo británico, el laboratorio de Trousseau anunció los resultados del análisis de las preparaciones en los Anales de la Academia de Ciencias, mediante un artículo publicado con Lejeune como primer autor, Gautier segundo (su apellido con una falta de ortografía) y Turpin como último autor.
El equipo de Turpin también identificó la primera translocación y la primera deleción cromosómica, resultando en publicaciones donde Gautier firmó como coautora.

### Atribución del descubrimiento
En abril de 1960, la condición se denominó oficialmente trisomía 21. En 1970 la Fundación Lejeune empezó a promover el descubrimiento como trabajo único de Lejeune, omitiendo a los coautores. Gautier ha contado cómo fue puesta a un lado por Turpin y por Lejeune, quien reclamó la autoría del descubrimiento pese a que se basaba en un trabajo que Gautier había iniciado y dirigido técnicamente. Consciente de haber sido manipulada, Gautier decidió abandonar el estudio de la trisomía 21 y volver a ocuparse de los niños afectados por cardiopatías.
El 31 de enero de 2014, Gautier iba a realizar un discurso sobre su papel en el descubrimiento durante el VII Congreso Bienal de Genética Humana y Médica en Burdeos, donde recibiría el gran premio de la Federación Francesa de Genética Humana. La Fundación Jérôme Lejeune pidió autorización al Tribunal Superior de Burdeos para realizar grabaciones de esa sesión. En el último minuto, temiendo que la grabación pudiera sentar bases legales sobre las que no podían permitirse su defensa, los organizadores del congreso decidieron cancelar la presentación y en cambio, ella recibió su premio en privado.
El comité de ética del INSERM emitió una nota en julio de 2014 recordando su papel decisivo, y ha utilizado este caso para recordar las reglas internacionales en vigor para publicaciones científicas y listas de autores. La nota precisa que «la historia del descubrimiento no es idéntica a la historia de la ciencia, y los procesos de validación de conocimientos son muy diferentes. La aproximación técnica es una condición necesaria para un descubrimiento; Marthe Gautier tuvo ese papel clave, pero bastante a menudo hay que ir más allá para que el reconocimiento emerja: primero la contribución de Raymond Turpin y después la de Jérôme Lejeune. Mientras el descubrimiento de la trisomía habría sido imposible sin las contribuciones obligatorias de Raymond Turpin y Marthe Gautier, es lamentable que sus nombres no fueron sistemáticamente asociados con este descubrimiento, tanto en términos de comunicación pero también en la asignación de varios premios y distinciones». Marthe Gautier fue directamente nombrada al rango de Oficial de la Legión de Honor y fue condecorada el 16 de septiembre de 2014. Marthe Gautier había, en el pasado, rechazado esta distinción dos veces antes de aceptarla «por indignación hacia el descaro de la Fundación Lejeune».